# Krahn (Volk)
Die Krahn sind eine Ethnische Gruppe in Liberia.
Die Krahn sind ein Volksstamm, der schon vor der Gründung Liberias dort residierte. Als Liberia 1847 gegründet wurde, lebten die Americo-Liberianer an der Küste, während die einheimischen Volksstämme (unter ihnen auch die Krahn) im Landesinneren lebten.
Die Krahn sprechen die Krahn-Sprache.
Es wird davon ausgegangen, dass die Krahn ursprünglich Bauern waren, aber auch die Fischerei, Tierhaltung und Jagd betrieben. Die Krahn praktizieren eine Religion, in der Gegenstände Seelen oder Geister besitzen (Animismus).
Mitglieder des Volksstammes Krahn gründeten eine Rebellengruppe, die Movement for Democracy in Liberia (MODEL).

## Persönlichkeiten
- George Boley (1945– ), liberianischer Politiker, Warlord, in den USA inhaftiert wegen Kriegsverbrechen
- Samuel K. Doe (1951–1990), liberianischer Präsident